# Án lệ 16/2017/AL
Án lệ 16/2017/AL về công nhận hợp đồng chuyển nhượng quyền sử dụng đất là di sản thừa kế do một trong các đồng thừa kế chuyển nhượng là án lệ công bố thứ 16 thuộc lĩnh vực dân sự của Tòa án nhân dân tối cao tại Việt Nam, được Hội đồng Thẩm phán Tòa án nhân dân tối cao thông qua, Chánh án Tối cao Nguyễn Hòa Bình ra quyết định công bố ngày 28 tháng 12 năm 2017 và có hiệu lực cho tòa án các cấp trong cả nước nghiên cứu, áp dụng trong xét xử từ ngày 15 tháng 2 năm 2018. Án lệ 16 dựa trên nguồn là Quyết định giám đốc thẩm số 573 ngày 16 tháng 12 năm 2013 của Tòa Dân sự Tòa án nhân dân tối cao về vụ án dân sự tranh chấp thừa kế tài sản tại tỉnh Vĩnh Phúc, nội dung xoay quanh xác lập quyền sở hữu theo thỏa thuận; di sản, di sản thừa kế là bất động sản; đồng thừa kế; và chuyển nhượng quyền sử dụng đất.
Trong vụ việc, nguyên đơn là bốn chị em khởi kiện người em trai ruột về việc đòi lại một phần di sản thừa kế là quyền sử dụng đất được để lại bởi bố mẹ. Di sản thừa kế trong tranh chấp bao gồm toàn bộ phần đất thổ cư được tạo lập và là tài sản chung của bố mẹ, đã được sang nhượng một phần cho bên thứ ba khác. Từ đây, vụ án được chọn làm án lệ để xác định sự đồng thuận trong quá trình sang nhượng một phần tài sản chung của gia đình là quyền sử dụng đất.

## Tóm lược vụ án
Tại thành phố Vĩnh Yên, tỉnh Vĩnh Phúc, gia đình Phùng Văn N (gọi tắt: ông N), Phùng Thị G (gọi tắt: bà G) sinh được sáu người con là Phùng Thị H1 (gọi tắt: chị H1), Phùng Thị N1 (gọi tắt: chị N1), Phùng Thị P (gọi tắt: chị P), Phùng Thị H2 (gọi tắt: chị H2), Phùng Văn T (gọi tắt: anh T) và Phùng Thị N2 (gọi tắt: chị N2). Vợ chồng ông N, bà G tạo lập và sinh sống trên một mảnh đất diện tích 398 m², Năm 1984, ông N chết, ông để lại di chúc, mảnh đất được sử dụng để sinh sống bởi bà G và vợ chồng con trai là anh T và Phùng Thị H3. Năm 1991, bà G sang nhượng một phần mảnh đất cho Phùng Văn K (gọi tắt: ông K), sinh sống trên phần đất còn lại. Sau đó, bà G liên lạc với con gái mình là chị H1, bàn bạc để lại một phần đất cho chị H1 dưới dạng di chúc trước khi qua đời năm 2010.
Thời gian sau, chị H1 yêu cầu tiến hành di chúc, đòi mảnh đất được mẹ chia theo di chúc, tuy nhiên vợ chồng anh T là người đang sử dụng đã không đồng ý. Gia đình anh chị em ruột chia thành hai bên, bốn chị em cùng ủng hộ chị H1, trong khi em út ủng hộ anh trai T. Từ đây, ngày 2 tháng 4 năm 2011, nguyên đơn Phùng Thị H1, Phùng Thị N1, Phùng Thị P, và Phùng Thị H2 khởi kiện bị đơn Phùng Văn T, đệ đơn gửi Tòa án nhân dân thành phố Vĩnh Yên, về việc yêu cầu đòi di sản thừa kế. Vụ án được giải quyết sơ thẩm rồi phúc thẩm tại Tòa án nhân dân tỉnh Vĩnh Phúc, giám đốc thẩm tại Tòa Dân sự Tòa án nhân dân tối cao để đi đến nhận định cuối cùng.

## Tranh tụng

### Nguyên đơn
Theo đơn khởi kiện và các lời khai, nguyên đơn là Phùng Thị H1, Phùng Thị N1, Phùng Thị P, và Phùng Thị H2 trình bày rằng: bố mẹ nguyên đơn là Phùng Văn N và Phùng Thị G sinh được sáu người con là bốn người nguyên đơn cùng bị đơn Phùng Văn T và đương sự liên quan Phùng Thị N2. Tài sản chung của bố mẹ là một ngôi nhà cấp bốn cùng công trình phụ trên diện tích đất 398 m² ở tại khu L, phường M, thành phố Vĩnh Yên, tỉnh Vĩnh Phúc, nguồn gốc đất do cha ông để lại. Ngày 7 tháng 7 năm 1984, ông N chết (trước khi chết không để lại di chúc), bà G và Phùng Văn T quản lý và sử dụng nhà đất trên. Năm 1991, bà G chuyển nhượng cho Phùng Văn K một phần diện tích đất trên với diện tích đất là 131 m², còn lại diện tích 267 m², năm 1999 bà G được cấp giấy chứng nhận quyền sử dụng đất. Bà G muốn cho con gái là chị H1 một phần diện tích đất của bà để làm nhà ở vì hoàn cảnh của chị H1 đi lấy chồng ở xa, chồng chết nên bà muốn chị về ở cùng, nhưng anh T giữ giấy chứng nhận quyền sử dụng đất nên bà G không tách đất cho chị H1 được.
Vì vậy, chị khởi kiện ra Tòa án buộc anh T trả giấy chứng nhận quyền sử dụng đất cho bà G. Tòa án đã xử buộc anh T phải trả giấy chứng nhận quyền sử dụng đất cho bà G nhưng anh T không trả. Vì vậy tháng 3 năm 2010, bà G đã lập di chúc với nội dung: để lại cho chị H1 diện tích đất 90 m² và toàn bộ cây cối lâm lộc trên diện tích đất có các chiều cạnh phía Đông giáp diện tích đất của bà G, phía Tây giáp nhà ông N, phía Nam giáp đường T, phía Bắc giáp nhà anh C. Khi lập di chúc bà G hoàn toàn minh mẫn khỏe mạnh, có người làm chứng và di chúc đó đã được Ủy ban nhân dân phường M chứng thực. Toàn bộ diện tích 398 m² là của bà G vì khi ông N chết thì bà G được toàn quyền sử dụng.
Ngày 19 tháng 12 năm 2010, bà G chết, toàn bộ khối tài sản trên vợ chồng anh T vẫn quản lý sử dụng. Nay các nguyên đơn yêu cầu Tòa án giải quyết phân chia di sản thừa kế theo di chúc bà G để lại cho chị H1 là 90 m², phần còn lại là 177 m² đề nghị chia theo pháp luật, kỷ phần thừa kế của chị N1, chị P, chị H2 nhường cho chị H1 sử dụng. Ngoài ra tài sản cây cối trên đất và phần diện tích đất nông nghiệp của bà G các nguyên đơn không đề nghị Tòa án giải quyết.

### Bị đơn
Bị đơn Phùng Văn T do Phùng Thị H3 (là vợ) đồng thời là người có quyền lợi, nghĩa vụ liên quan trình bày: chị xác nhận mối quan hệ bố mẹ, anh chị em trong gia đình, tài sản bố mẹ để lại là diện tích đất 398 m² ở thành phố Vĩnh Yên và thời gian bố mẹ chết như các nguyên đơn trình bày là đúng nhưng toàn bộ công trình xây dựng trên đất là do vợ chồng anh chị xây dựng năm 1997. Năm 1991, bà G tự ý bán 131 m² cho K không bàn bạc với anh T, được bao nhiêu tiền bà sử dụng vào việc gì anh T không biết. Đến năm 1999, bà G được cấp giấy chứng nhận quyền sử dụng đất với diện tích còn lại là 267,4 m², ông K cũng được cấp giấy chứng nhận quyền sử dụng đất đã mua của bà G. Khi bà G còn sống có lập di chúc hay không anh chị không biết. Nay các chị em trong gia đình khởi kiện yêu cầu chia thừa kế theo di chúc và theo pháp luật, quan điểm của anh T không đồng ý vì bố mẹ anh chỉ có một mình anh là con trai nên anh sử dụng để ở và thờ cúng tổ tiên, không đồng ý phân chia thừa kế. Ngoài ra bà G còn có diện tích đất nông nghiệp nhưng anh T không đề nghị phân chia thừa kế.

### Bên thứ ba
Người có quyền lợi, nghĩa vụ liên quan Phùng Thị N2 trình bày rằng: chị xác nhận mối quan hệ bố mẹ, anh chị em trong gia đình, tài sản bố mẹ để lại diện tích đất 398 m² và thời gian bố mẹ chết như các nguyên đơn trình bày là đúng. Đến năm 1991, mẹ chị đã chuyển nhượng cho ông K diện tích 131 m², khi chuyển nhượng các chị đều biết việc này, nhưng số tiền bao nhiêu chị không biết, chỉ biết mẹ chị đã dùng số tiền đó để trang trải nợ nần và nuôi các con. Còn lại diện tích 267,4 m² đến năm 1999, mẹ chị đã được cấp giấy chứng nhận quyền sử dụng đất mang tên Phùng Thị G mà hiện nay anh T đang sử dụng quản lý. Khi mẹ chị còn sống có lập di chúc hay không chị không biết, nay các chị Phùng Thị N1, Phùng Thị H1, Phùng Thị H2, Phùng Thị P yêu cầu chia thừa kế diện tích đất trên chị không đồng ý vì bố mẹ chị chỉ có anh T là con trai nên phải để anh T ở và thờ cúng. Nếu Tòa án giải quyết phân chia thừa kế theo pháp luật kỷ phần thừa kế của bà, chị không nhận mà nhường cho anh T được hưởng.

## Xét xử

### Sơ thẩm
Ngày 4 tháng 10 năm 2011, tại số 48 đường Phạm Văn Đồng, phường Tích Sơn, thành phố Vĩnh Yên, tỉnh Vĩnh Phúc, phiên sơ thẩm diễn ra, Tòa án nhân dân thành phố Vĩnh Yên quyết định: chấp nhận một phần yêu cầu khởi kiện của nguyên đơn Phùng Thị H1, buộc bị đơn Phùng Văn T phải có trách nhiệm thanh toán cho Phùng Thị H1 tổng số tiền là 340 triệu đồng (trị giá 68 m² đất). Giao Phùng Văn T được sử dụng diện tích đất 68 m² tại tờ bản đồ số 32, số thửa 81 ở khu phố khu L, phường M, thành phố Vĩnh Yên, tỉnh Vĩnh Phúc (có tứ cận). Không chấp nhận yêu cầu của Phùng Thị N1, Phùng Thị H2, Phùng Thị P khởi kiện chia thừa kế tài sản của Phùng Thị G theo pháp luật. Ngoài ra Tòa án cấp sơ thẩm còn quyết định về án phí, quyền kháng cáo của các đương sự.

### Phúc thẩm
Sau khi xét xử sơ thẩm, ngày 18 tháng 1 năm 2011 các nguyên đơn kháng cáo không đồng ý với quyết định của bản án sơ thẩm, đề nghị Tòa án chia thừa kế theo di chúc và theo pháp luật. Ngày 23 tháng 2 năm 2012, phiên phúc thẩm diễn ra tại trụ sở tòa ở số 04 đường Lý Thái Tổ, phường Đống Đa, thành phố Vĩnh Yên, Tòa án nhân dân tỉnh Vĩnh Phúc quyết định: sửa bản án dân sự sơ thẩm của Tòa án nhân dân thành phố Vĩnh Yên. Cụ thể: chấp nhận yêu cầu chia thừa kế của nguyên đơn; giao cho vợ chồng bị đơn diện tích 267,4 m², trị giá 1,337 tỷ đồng. Bị đơn có trách nhiệm thanh toán trị giá phần thừa kế cho Phùng Thị H1 là 982,2 triệu đồng.
Kể từ ngày Phùng Thị H1 có đơn yêu cầu thi hành án, nếu Phùng Văn T và người đại diện theo pháp luật là Phùng Thị H3 không thanh toán số tiền trên thì hàng tháng Phùng Văn T, Phùng Thị H3 còn phải chịu lãi theo mức lãi suất cơ bản do Ngân hàng Nhà nước Việt Nam quy định tương ứng với thời gian chưa thi hành án. Ngoài ra, Tòa án cấp phúc thẩm còn quyết định về án phí.

### Kháng nghị
Sau khi xét xử phúc thẩm thì vợ chồng bị đơn có đơn yêu cầu xem xét lại bản án dân sự phúc thẩm nêu trên của Tòa án nhân dân tỉnh Vĩnh Phúc. Ngày 12 tháng 11 năm 2013, Viện trưởng Viện kiểm sát nhân dân tối cao Nguyễn Hòa Bình kháng nghị với bản án dân sự phúc thẩm của Tòa án nhân dân tỉnh Vĩnh Phúc; với nhận định: Tòa án cấp phúc thẩm không đưa diện tích đất mà Phùng Thị G đã bán cho ông K vào khối tài sản để chia là có căn cứ. Tòa án cấp sơ thẩm xác định di sản là tổng diện tích đất 398 m² (bao gồm cả phần đất đã bán cho ông K) để chia là không đúng.
Tuy nhiên, diện tích 267 m² đất đứng tên Phùng Thị G phải được xác định là tài sản chung của vợ chồng Phùng Văn N và Phùng Thị G chưa chia. Phùng Thị G chỉ có quyền định đoạt ½ diện tích đất trong tổng diện tích 267 m² đất chung của vợ chồng bà là 133,5 m² – 90 m² (đã cho Phùng Thị H1) còn lại là 43,5 m² được chia cho năm thừa kế. Đối với ½ diện tích đất trong tổng diện tích 267 m² đất chung của vợ chồng là phần di sản của Phùng Văn N để lại nay đã hết thời hiệu chia thừa kế, Phùng Văn T đang quản lý thì được tiếp tục quản lý. Tòa án cấp phúc thẩm xác định toàn bộ diện tích 267 m² đất là di sản của Phùng Thị G để chia theo di chúc cho Phùng Thị H1 90 m² đất và phần đất còn lại 177,4 m² chia theo pháp luật cho năm kỷ phần là không đúng.

## Giám đốc thẩm
Ngày 16 tháng 12 năm 2013, với yêu cầu kháng nghị của Viện trưởng tối cao, Tòa Dân sự Tòa án nhân dân tối cao đã mở phiên xét xử giám đốc thẩm tại trụ sở tòa ở số 48 đường Lý Thường Kiệt, quận Hoàn Kiếm, Hà Nội. Tại phiên tòa giám đốc thẩm, đại diện Viện kiểm sát nhân dân tối cao giữ nguyên nội dung kháng nghị của Viện trưởng, đề nghị Hội đồng xét xử chấp nhận kháng nghị của Viện trưởng.

### Nhận định của Tòa án

#### Di chúc
Nhận định của Hội đồng xét xử Tòa Dân sự Tòa án nhân dân tối cao, Quyết định 573/2013/DS-GĐT.
Trong phiên giám đốc thẩm, Hội đồng xét xử có những nhận định về vụ án. Căn cứ vào các tài liệu có trong hồ sơ vụ án, thì diện tích 398 m² ở thành phố Vĩnh Yên có nguồn gốc là tài sản chung vợ chồng Phùng Văn N và Phùng Thị G. Ông N và bà G có sáu người con chung là nguyên đơn, bị đơn và bên thứ ba. Ngày 7 tháng 7 năm 1984, ông N chết không để lại di chúc, bà G và anh T quản lý và sử dụng nhà đất trên.
Ngày 19 tháng 12 năm 2010, bà G chết, trước khi chết bà đã để lại di chúc lập ngày 5 tháng 3 năm 2009 có nội dung để lại cho chị H1 (con gái bà G) diện tích 90 m² đất trong tổng diện tích 267 m² đất trên, di chúc có chứng thực của Ủy ban nhân dân phường ngày 7 tháng 3 năm 2009. Tuy di chúc được lập và chứng thực không cùng ngày qua ý kiến của Ủy ban nhân dân phường và lời khai của những người làm chứng trong di chúc thì có căn cứ để xác định bà G lập di chúc khi còn minh mẫn và nội dung di chúc theo ý nguyện của bà G nên Tòa án hai cấp chấp nhận di chúc là có lý, có tình.

#### Phân chia
Tuy nhiên, diện tích 267 m² đất đứng tên bà G, nhưng được hình thành trong thời gian hôn nhân nên phải được xác định là tài sản chung của vợ chồng ông N và bà G chưa chia. Bà G chỉ có quyền định đoạt ½ diện tích đất trong tổng diện tích 267 m² đất chung của vợ chồng bà. Do đó, phần di sản của bà G để lại là ½ khối tài sản (133,5 m²) được chia theo di chúc cho chị H1 (con gái bà G) là 90 m², còn lại là 43,5 m² được chia cho năm kỷ phần còn lại (trong đó chị N2 nhường kỷ phần thừa kế cho anh T; chị H2, chị N1 và chị P nhường kỷ phần cho chị H1). Đối với ½ diện tích đất trong tổng diện tích 267 m² đất chung của vợ chồng là phần di sản của ông N để lại nay đã hết thời hiệu chia thừa kế, anh T là một trong các thừa kế không đồng ý chia, theo quy phạm thì không đủ điều kiện để chia tài sản chung nên phần diện tích đất này ai đang quản lý, sử dụng thì được tiếp tục quản lý, sử dụng.
Tòa án cấp phúc thẩm xác định toàn bộ diện tích 267 m² đất là di sản của bà G để chia theo di chúc cho chị H1 90 m² đất và phần đất còn lại 177,4 m² chia theo pháp luật cho năm kỷ phần là không đúng. Ngoài ra, anh T không kháng cáo nhưng Tòa án lại tuyên anh T phải chịu 200.000 đồng án phí phúc thẩm. Chị N1, chị H2, chị P tự nguyện nhường kỷ phần của các chị cho chị H1 và được Tòa chấp nhận, chị H1 là hộ nghèo được miễn toàn bộ án phí nhưng Tòa cấp phúc thẩm không tuyên trả lại tiền tạm ứng án phí sơ thẩm cho chị N1, chị H2, chị P đều là không đúng. Vì vậy, kháng nghị của Viện trưởng Viện kiểm sát nhân dân tối cao là có căn cứ chấp nhận.

### Quyết định
Từ nhận định này, Tòa Dân sự Tòa án nhân dân tối cao ra quyết định: hủy toàn bộ bản án dân sự phúc thẩm năm 2012 của Tòa án nhân dân tỉnh Vĩnh Phúc và bản án dân sự sơ thẩm năm 2011 của Tòa án nhân dân thành phố Vĩnh Yên, tỉnh Vĩnh Phúc về vụ án tranh chấp thừa kế tài sản giữa nguyên đơn Phùng Thị H1, Phùng Thị N1, Phùng Thị H2, Phùng Thị P với bị đơn là Phùng Văn T và người có quyền lợi, nghĩa vụ liên quan gồm Phùng Thị N2, Phùng Thị H3. Giao hồ sơ cho Tòa án nhân dân thành phố Vĩnh Yên, tỉnh Vĩnh Phúc xét xử sơ thẩm lại theo quy định của pháp luật.